# Long Live (álbum de The Chariot)
Long Live é o quarto álbum de estúdio da banda The Chariot, lançado a 23 de Novembro de 2010.

## Faixas
Todas as faixas por The Chariot.
1. "Evan Perks" - 1:36
2. "The Audience" - 2:15
3. "Calvin Makenzie" - 2:15
4. "The City" - 3:57
5. "Andy Sundwall" - 2:53
6. "The Earth" - 2:47
7. "David De La Hoz" (com Dan Smith de Listener) - 4:16
8. "The Heavens" - 2:12
9. "Robert Rios" - 2:31
10. "The King" - 5:51

## Paradas
| Parada (2010)          | Posição |
| ---------------------- | ------- |
| Top Christian Albums   | 31      |
| Top Hard Rock Albums   | 23      |
| Top Independent Albums | 44      |

## Créditos
- Stephen Harrison – Guitarra, vocal
- David Kennedy – Bateria
- Jon Kindler – Baixo, vocal
- Josh Scogin – Vocal
- Jon Terrey – Guitarra, vocal